# Pseudoxytenanthera
Pseudoxytenanthera là một chi thực vật có hoa trong họ Hòa thảo (Poaceae).

## Loài
Chi Pseudoxytenanthera gồm các loài:
1. Pseudoxytenanthera bourdillonii (Gamble) H.B.Naithani – Ấn Độ
2. Pseudoxytenanthera monadelpha (Thwaites) Soderstr. & R.P.Ellis – Ấn Độ, Sri Lanka, Lào, Myanmar, Việt Nam
3. Pseudoxytenanthera ritcheyi (Munro) H.B.Naithani – Ấn Độ
4. Pseudoxytenanthera stocksii (Munro) T.Q.Nguyen – Ấn Độ, Việt Nam

Trước đây có 
xem Dendrocalamus Gigantochloa
- Pseudoxytenanthera albociliata – Gigantochloa albociliata
- Pseudoxytenanthera densa – Gigantochloa densa
- Pseudoxytenanthera dinhensis – Gigantochloa dinhensis
- Pseudoxytenanthera hayatae – Gigantochloa hayatae
- Pseudoxytenanthera hosseusii – Gigantochloa hosseusii
- Pseudoxytenanthera nigrociliata – Gigantochloa nigrociliata
- Pseudoxytenanthera parvifolia – Gigantochloa parvifolia
- Pseudoxytenanthera poilanei – Gigantochloa poilanei
- Pseudoxytenanthera sinuata – Dendrocalamus sinuatus
- Pseudoxytenanthera tenuispiculata – Gigantochloa tenuispiculata